# Армия мертвецов
«Армия мертвецов» (англ. Army of the Dead) — американский постапокалиптический фильм режиссёра Зака Снайдера в жанрах фильма о зомби и фильма-ограбления по сценарию Шэя Хэттена, Джоби Гарольда и самого Снайдера, который также написал сюжет. Главные роли в фильме исполнили Дэйв Батиста, Элла Пернелл, Омари Хардвик, Ана де ла Регера, Тео Росси, Маттиас Швайгхёфер, Нора Арнезедер, Хироюки Санада, Тиг Нотаро, Рауль Кастильо, Хума Куреши и Гаррет Диллахант. Фильм рассказывает о группе наемников, которые планируют ограбление казино в Лас-Вегасе во время зомби-апокалипсиса.
Снайдер задумал идею фильма, как духовного наследника своего дебютного фильма «Рассвет мертвецов». Проект был анонсирован в 2007 году, режиссёром выступал Маттийс ван Хайнинген-младший, производством занималась Warner Bros. Pictures. Тем не менее, фильм провёл несколько лет в производственном аду, пока в 2019 году права на дистрибуцию фильма не приобрёл Netflix. Бюджет фильма составил 70–90 миллионов долларов, Снайдер также был оператором, Съёмки проходили в середине 2019 года в Альбукерке, Нью-Мексико и Атлантик-Сити, Нью-Джерси. Пересъёмки прошли в сентябре 2020 года после того, как против актёра Криса Д’Элии было выдвинуто несколько обвинений в сексуальных домогательствах; он был заменён Тиг Нотаро, используя зелёный экран и CGI.
Премьера состоялась 14 мая 2021 в выбранных кинотеатрах, и 21 мая на Netflix. Критики похвалили фильм за его юмор, но раскритиковали его сюжет и длительность. На 94-й церемонии вручения премии «Оскар» он выиграл конкурс «Любимый фанатами Оскара». Он заработал 1 миллион долларов в прокате. Фильм также породил франшизу франшизу, состоящую из спин-офф-приквела «Армия воров»; и прямого продолжения под названием «Планета мертвецов», которое находилось в разработке. Но в августе 2024 года все будущие проекты были отменены.

## Сюжет
США. Военный конвой перевозит неизвестный груз из Зоны 51, когда его сбивает машина, управляемая рассеянными молодоженами. Из контейнера на свободу выходит зомби со сверхчеловеческими способностями, который убивает солдат и заражает двух из них. Зомби направляются в Лас-Вегас, вызванная ими эпидемия быстро опустошает город. Военное вмешательство терпит неудачу, вынуждая правительство изолировать город через возведение стены.
К бывшему наемнику Скотту Уорду обращается владелец казино Блай Танака и его помощник Мартин с просьбой украсть из хранилища игорного дома более 200 млн долл., прежде чем военные разрушат город тактическим ядерным ударом. Солдат удачи соглашается и приобщает к делу своих бывших товарищей по команде Марию Крус и Вандероя, а также пилота вертолёта Марианну Петерс, немецкого взломщика сейфов Людвига Дитера и мексиканского снайпера Майки Гусмана, который приводит с собой своего помощника Чемберс. Мартин также присоединяется к команде, чтобы наблюдать за их работой в интересах заказчика. Чтобы проникнуть в Вегас, наёмники прибегают к помощи работающей в карантинном лагере рядом с Вегасом дочери Уорда Кейт. Отношения между отцом и дочерью ухудшились после того, как Скотт был вынужден убить превратившуюся в зомби жену. Кейт направляет их к знающей географию города Лили, которая по неизвестным причинам также нанимает охранника карантинного лагеря Берта Каммингса. Кейт решает присоединиться к команде, чтобы найти в Вегасе свою подругу Гиту, которую туда проводила Лили.
После встречи с зомби-тигром Валентайном, который охраняет вход в город, Лили стреляет и ранит Каммингса якобы за когда-то совершённое им сексуальное насилие над работницами лагеря и беженцами. Затем она объясняет команде, что есть две группы зомби: обычные и более умные, альфы, которые дадут безопасный проход в обмен на жертву. Альфа-женщина Невеста забирает Каммингса у казино «Олимп», где его заражает альфа-лидер Зевс. Лили ведёт команду через здание, чтобы избежать обнаружения, но они натыкаются на множество впавших в спячку обычных зомби. Уорд прокладывает путь сквозь зомби с помощью светящихся палочек. Чемберс подозревает Мартина в скрытых мотивах, поэтому тот сбивает её с пути и тем самым будит зомби. Когда зомби одолевают, Гусман вынужден выстрелить в бензобак и убить укушенную Чемберс вместе с мертвецами.
Когда команда достигает казино Блая, то у хранилища находит скелеты ещё одного отряда «грабителей могил», которые носят такую же одежду (после этого Вандерой задумывается о том, что они могут находиться в бесконечной временной петле). Скотт и Кейт включают электропитание, Питерс готовит вертолёт на крыше, а Дитер начинает вскрывать хранилище. Мартин и Лили остаются снаружи под предлогом дозора, но вместо этого выманивают Невесту на открытое пространство, где Мартин обезглавливает её и забирает себе её голову. Зевс обнаруживает тело и направляет всех Альф в казино. В новостях сообщается о досрочном нанесении ядерного удара, из-за чего команде на выполнение работы остаётся чуть менее часа. Лили подменяет голову Невесты на счётчик банкнот. Когда Дитер вскрывает хранилище, Уорд обнаруживает, что Кейт ушла искать Гиту. Скотт вместе с Крус идут искать её, но на них нападают Альфы и убивают Марию.
Во время побега Мартин заманивает команду в ловушку в подвале и объясняет: Блай вместе с правительством работал над созданием армии зомби, для контроля которых как раз и требуется голова Невесты. Но на улице он обнаруживает совершённую подмену, после чего на него нападает Валентайн и убивает Блая. Вандерой пытается сразиться с Зевсом, но тот его легко избивает до полусмерти, однако Дитер спасает напарника и запирает его в хранилище снаружи, оставшись один на один с Зевсом. Тем временем, Уорд, Лили и Гусман добираются до вестибюля, где на них нападают зомби. Укушенный в потасовке Гусман жертвует собой и взрывает гранаты, убивая зомби и уничтожая деньги. Когда наёмники добираются до крыши, их догоняет Зевс. Лили отвлекает его головой Невесты, позволяя Уорду и Питерс сбежать. Зевс пронзает брошенным копьём Лили, но ей удается выбросить голову Невесты, прежде чем зомби кусает её.
Уорд просит Питерс отвезти его в «Олимп», чтобы забрать Кейт. Кейт находит Гиту, но на них нападает инфицированный Каммингс, которого ей в итоге удаётся убить. В конечном счете они загнаны в угол Зевсом, но Скотт вовремя успевает отогнать его с помощью выстрела из подствольного гранатомёта. Они достигают крыши и садятся в вертолёт, но Зевс догоняет их и запрыгивает внутрь. Хотя альфа кусает Уорда, тот в конечном итоге убивает его. Ядерная боеголовка поражает Вегас, и образовавшаяся ударная волна приводит к крушению вертолёта и смерти Питерс и Гиты. Кейт находит умирающего отца, который даёт ей деньги для новой жизни. После этого Скотт превращается в зомби и Кэйт приходится убить его. Когда прибывает спасательный вертолёт, она плачет.
Благодаря хранилищу, Вандерой переживает взрыв и уходит с оставшимися деньгами. Он едет в Юту, где арендует частный самолёт для полёта в Мехико. В полете у него начинается головокружение, а температура его тела падает. В туалете наёмник находит на руке следы от оставленных Зевсом укусов, и понимает, что превращается в зомби.

## В ролях
- Дейв Батиста — Скотт Уорд
- Элла Пернелл — Кейт Уорд
- Ана де ла Регера — Мария Крус
- Тео Росси — Берт Каммингс
- Маттиас Швайгхёфер — Людвиг Дитер
- Нора Арнезедер — Лили
- Хироюки Санада — Хантер Блай
- Тиг Нотаро — Марианна Петерс
- Рауль Кастильо — Мики Гусман
- Хьюма Кьюреши — Гита
- Гаррет Диллахант — Мартин
- Саманта Уин — Чэмберс
- Колин Джонс — Дэймона
- Рич Ситрон — Зевс
- Афина Перампл — Альфа-Королева
- Донна Бразил — Донна Бразил

Кроме того, Шон Спайсер и Донна Бразил появились в камео в фильме, где они были указаны как «Мужчина-специалист» и «Женщина-специалист» соответственно.

## Производство

### Разработка

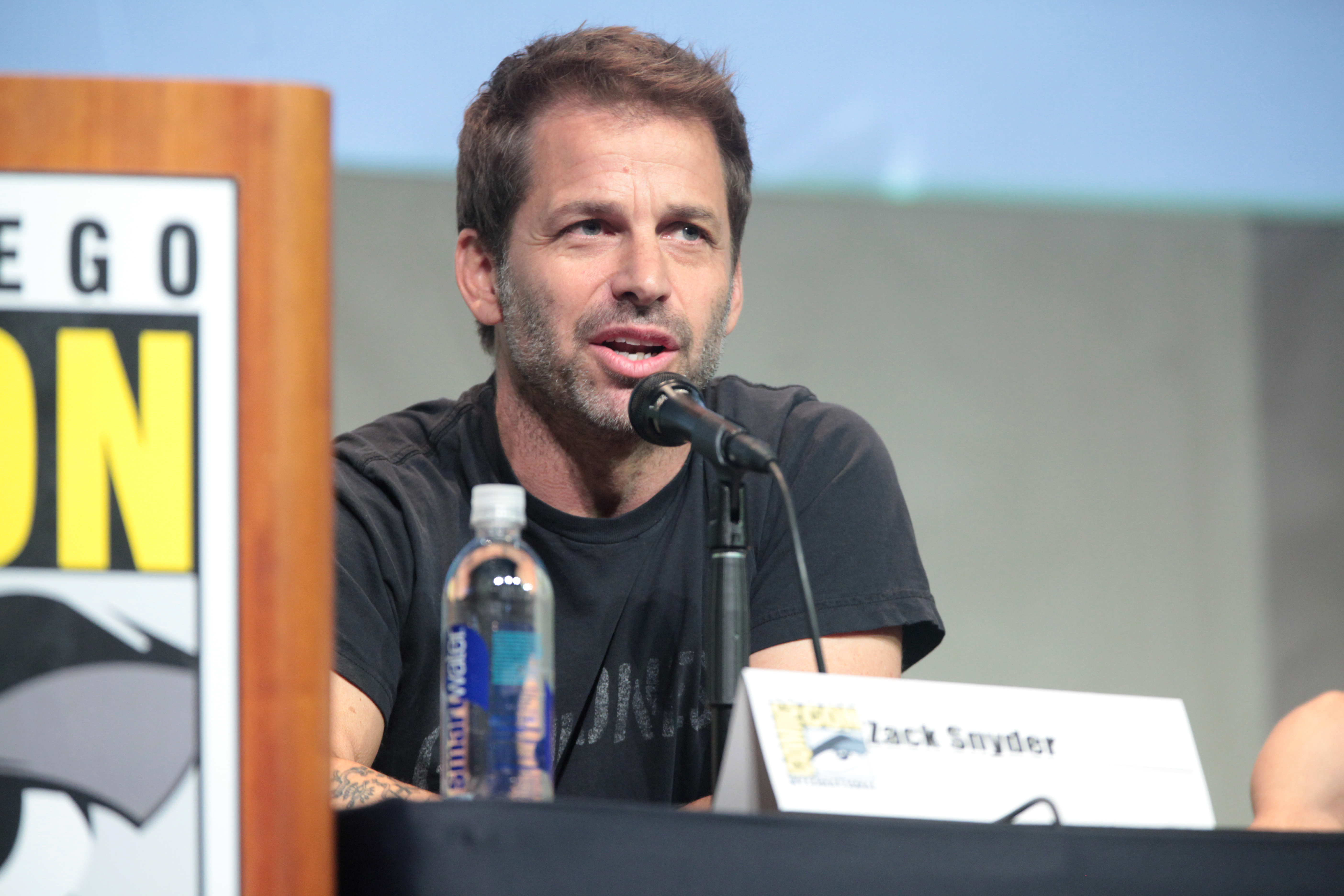
Зак Снайдер, со-сценарист, режиссёр и оператор фильма

25 марта 2007 года Warner Bros. Pictures объявила, что будет снимать фильм о зомби «Армия мертвецов», основанный на сюжете Зака Снайдера и с использованием сценария, написанного Джоби Харольда. В своём заявлении Снайдер сказал, что хочет, чтобы фильм был похож на его предыдущие проекты «Рассвет мертвецов и «300 спартанцев» и что он будет сосредоточен вокруг отца в Лас-Вегасе, «который пытается спасти свою дочь от неминуемой смерти в мире, зараженном зомби». В то время Уэсли Коллер был продюсером, а Снайдер и его жена Дебора Снайдер продюсировали фильм через Cruel & Unusual Films (ныне известную как The Stone Quarry). Фильм не является сиквелом «Рассвета мертвецов», а скорее духовным наследником. Во время производства «Рассвета мертвецов» Снайдеру пришла идея, и он понял, что ему нужна новая история происхождения для развития сюжета и новое воплощение живых мертвецов. Он назвал проект «Армия мертвецов» как дань уважения серии «Ночь живых мертвецов» от Джорджа А. Ромеро. Снайдер разъяснил свою работу над проектом, сказав, что он был «не сделан комитетом. Это определённо невероятно личный и уникальный фильм».
В июне 2008 года голландский коммерческий режиссёр и визуальный художник Маттийс ван Хейнинген-младший подписал контракт на проект, чтобы сделать свой режиссёрский дебют. Однако к октябрю 2011 года фильм был в производственном аду; ван Хейнинген сказал, что фильм был отложен «за три месяца до съёмок» в результате финансового кризиса 2007–2008. В интервью ван Хейнинген также сказал, что фильм, если производство продвинется, будет включать сцены, где «мужчины-зомби насилуют человеческих женщин. И у них есть потомки-гибриды людей и зомби»
В феврале 2012 года ван Хейнинген сказал, что Warner Bros. Pictures отменили бы «Армию мертвецов» из-за расходов на съёмки в Лас-Вегасе». После неудачной попытки Legendary Entertainment снять проект, в январе 2019 года Netflix приобрела права на дистрибуцию проекта, который теперь описывается жанрах фильма о зомби и фильма-ограбления, при этом Снайдер был режиссёром. В первоначальном отчёте, предоставленном The Hollywood Reporter, было объявлено, что Netflix предоставил фильму производственный бюджет в размере 90 миллионов долларов, а съёмки должны были начаться в том же году; Снайдер добавил: «Я думал, что это хорошее средство для очищения неба, чтобы действительно покопаться обеими руками и сделать что-то весёлое, эпическое и безумное наилучшим образом. Я люблю чтить канон и произведения искусства, но это возможность найти чисто радостный способ выразить себя через жанр». Поскольку сценарий Харольда был написан с другим режиссёром и бюджетом, Снайдер решил переписать сценарий в сотрудничестве с Шэем Хэттеном.
По словам Снайдера, Warner Bros. Pictures была строга в своих планах для художественного фильма и в результате столкнулась с бюджетными проблемами. Netflix позволил режиссёру создать много своих идей для проекта. Снайдер вспомнил встречу, на которой он рассказал о нескольких сценариях, над которыми он работал, и после упоминания «Армии мертвецов», глава оригинальных фильмов Netflix Скотт Стабер сказал ему: «Идите напишите сценарий к этому фильму и давайте сделаем его. Идите напишите это завтра, и мы снимем это через неделю».

### Кастинг

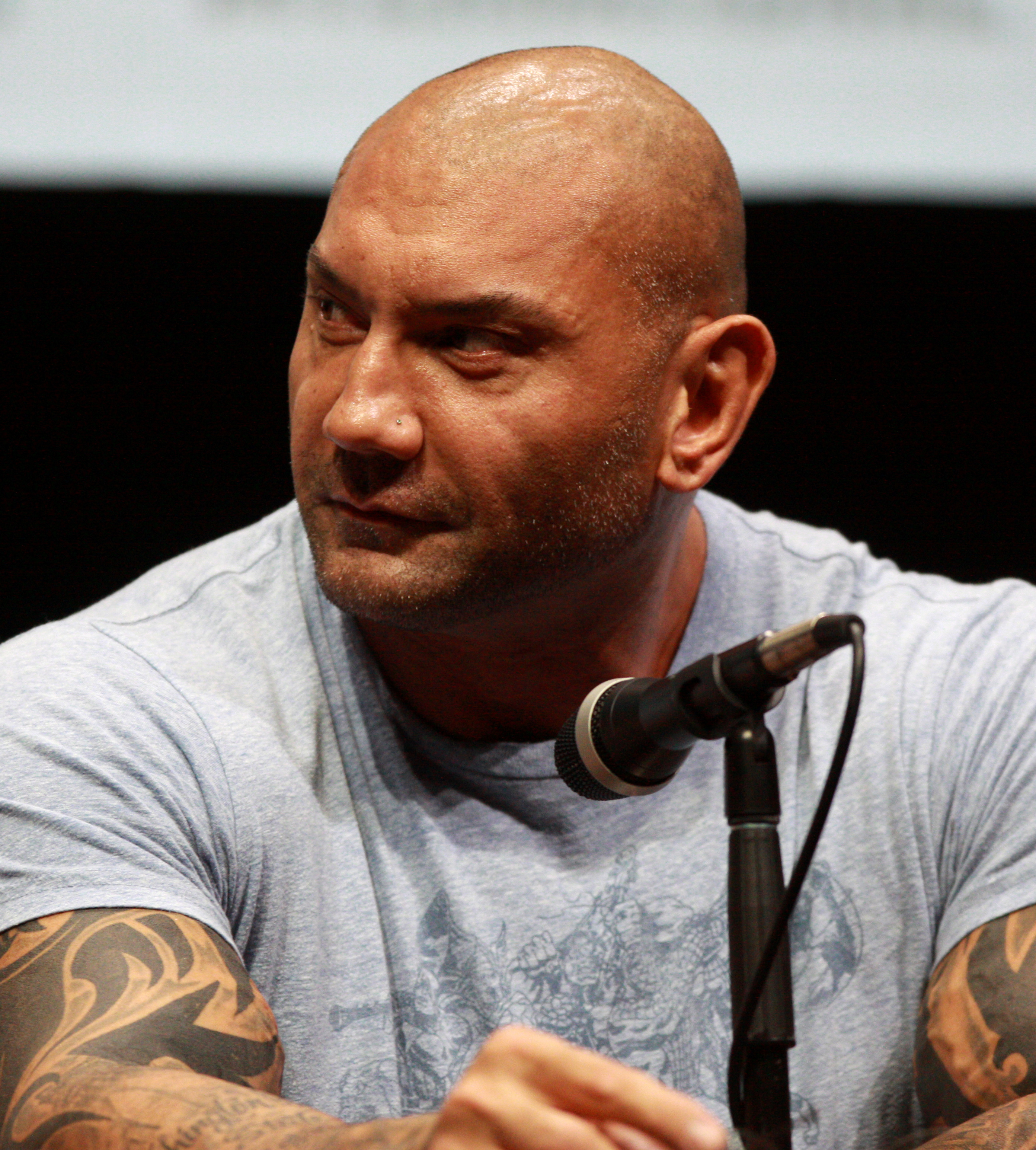
Дэйв Батиста выбрал «Армию мертвецов» вместо фильма «Отряд самоубийц: Миссия навылет» для работы со Снайдером

Дэйв Батиста был выбран в апреле 2019 года, а производственный бюджет составил 70 миллионов долларов. Присоединившись к фильму, Батиста сказал, что его первоначальная реакция на предложение была явным «нет», так как актёр искал драматические роли, но, желая работать со Снайдером и, прочитав сценарий, он передумал и согласился сняться. Он также упомянул, что ему пришлось выбрать проект вместо фильма «Отряд самоубийц: Миссия навылет», и сказал Digital Spy: «У меня был „Отряд самоубийц: Миссия навылет“, где я снова работал с моим мальчиком [Джеймсом Ганном], несмотря на то, что это меньшая роль, а затем у меня была „Армия мертвецов“, над которой я работаю с Заком, я могу построить отношения с Netflix, я получаю главную роль в отличном фильме — и мне платят гораздо больше денег. Мне пришлось позвонить Джеймсу, и я сказал ему: „Это разбивает мне сердце, потому что, как друг, я хочу быть рядом с тобой, но профессионально, это разумное решение для меня“».
В следующем месяце были выбраны Элла Пернелл, Ана де ла Регера, Тео Росси и Хума Куреши, и были опубликованы описания персонажей. В июле 2019 года были выбраны Омари Хардвик, Крис Д’Элия, Хироюки Санада, Гаррет Диллахант, Рауль Кастильо, Нора Арнезедер, Маттиас Швайгхёфер, Саманта Уин и Ричард Сетроне. В интервью Регеру спросили, почему она хочет присоединилась к фильму, и она сказала, что это из-за его сценария, и что по сравнению с другими фильмами о зомби, «Армия мертвецов» была «всегда о любви». На тот же вопрос ответил Хардвик, сказав, что восхищается уникальным кинематографическим стилем Снайдера. Арнезедер ответила, что ей понравился сценарий, потому что это «фильм о зомби с большим количеством поэзии и множеством различных жанров. Временами это было забавно; в нём были некоторые аспекты триллера. Он включает в себя множество различных жанров, которые очень хорошо сочетаются друг с другом. Это действительно хорошо собрано». Швайгхёфер ответил на вопрос, сказав, что он хочет работать со Снайдером, а также наслаждался идеей играть немца с реальным характером и чувством юмора.
Перед началом съёмок актёрский состав был доставлен в «Zombie Boot Camp», где они тренировали свои навыки обращения с оружием и практиковались в работе в группе. Швайгхёфер, который сыграл взломщика сейфов, неопытного в убийстве зомби, который на самом деле знал, как использовать огнестрельное оружие, и должен был быть обучен «выглядеть менее опытным». Кроме того, у Снайдера есть короткое камео в фильме, где его можно увидеть на секунду на отражении зеркала, держащего камеру. Указывая на это, он сказал: «Мы собирались вынуть его, но я сказал им оставить его, это хорошо».

### Съёмки

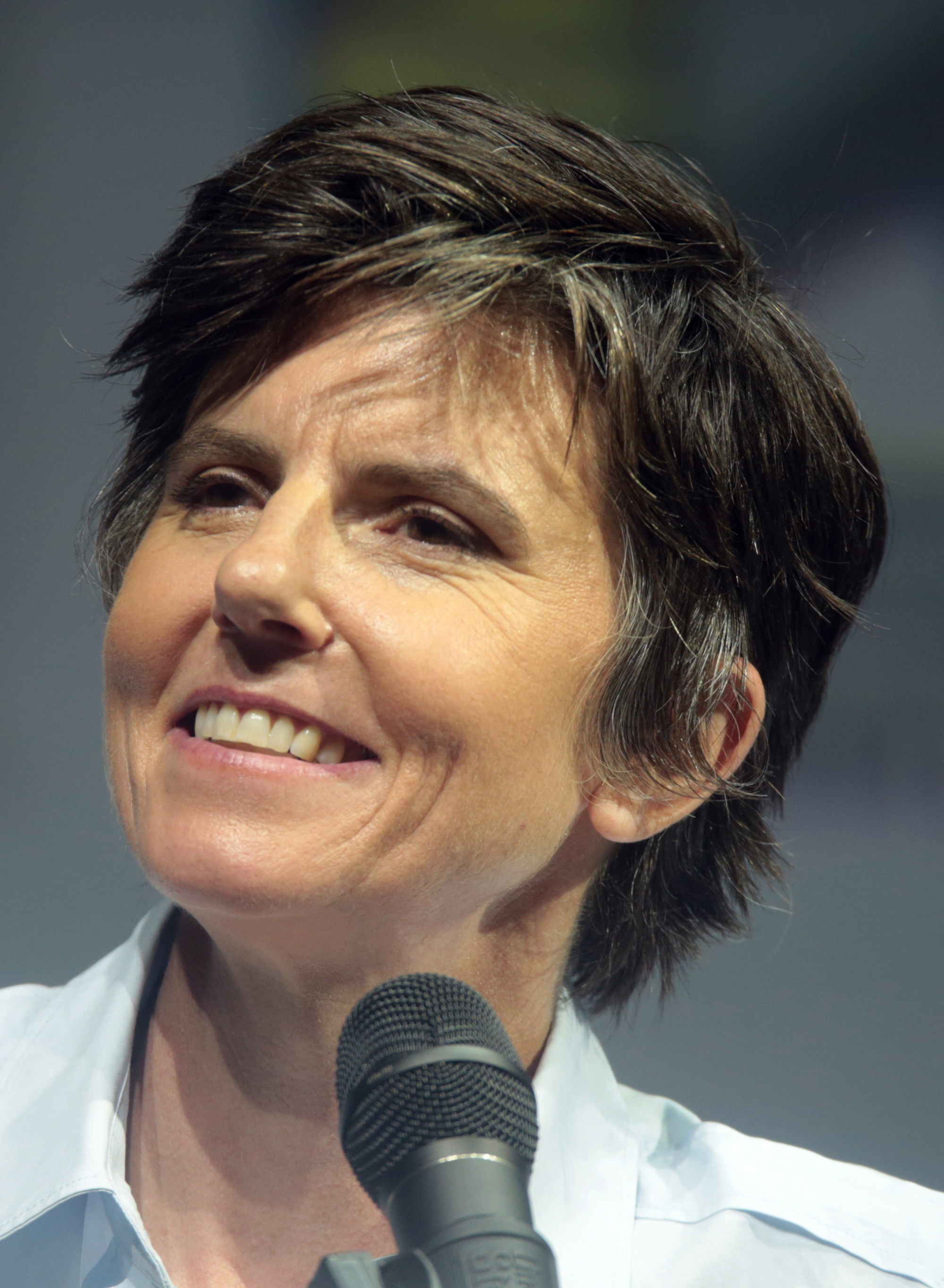
Тиг Нотаро была добавлена в фильм с помощью CGI после замены Криса Д’Элии

Съёмки фильма начались 15 июля 2019 года в Альбукерке, Нью-Мексико и перешли в Albuquerque Studios в августе. Съёмки в Атлантик-Сити, Нью-Джерси начались в сентябре, где Atlantic Club Casino Hotel и Showboat Atlantic City, оба закрытые в 2014 году, были использованы для внутренних сцен и съёмок на месте. По данным Комиссии по кинематографу и телевидению Нью-Джерси, на производство в Атлантик-Сити было использовано 25 миллионов долларов из бюджета фильма. Дополнительные съёмки проходили в Лас-Вегасе, штат Невада, и Лос-Анджелесе, Калифорния.
Снайдер также выступал в качестве оператора фильма, и в качестве его первого фильма с использованием цифровых камер компания Red Digital Cinema разработала изготовленные на заказ камеры "Red Monster", которые могли бы использовать дальномерные объективы Canon EF 50 мм f/0.95 1960-х годов, который Снайдер купил на eBay, придавая фильму то, что он описал как «мечтательный, не в фокусе [образ]» с «мягким, органическим видом».. В пресс-релизе Netflix было показано, что на съёмку начальной сцены фильма ушло пять недель, так как Снайдер хотел запечатлеть её при естественном освещении. Батиста также отметил режиссуру режиссёра и сказал, что, как оператор, Снайдер будет тратить много времени на съёмку сцен под разными углами, снимая часы отснятого материала, которые включали просто мимику, и иногда «уходил сам по себе и начинал снимать всё, что захочет».
В августе 2020 года, через год после завершения съёмок, было объявлено, что Д’Элия будет исключён из фильма из-за обвинений в сексуальных домогательствах и что Тиг Нотаро заменит его. В результате пандемии COVID-19 Нотаро снимала свои сцены в сентябре в течение 14 дней с актёром-партнёром, используя зелёный экран; Регера была единственной участницей актёрского состава, которая вернулась для повторных съёмок и сняла две сцены с Нотаро за полдня. После пересъёмок Нотаро была добавлена с помощью CGI. При замене актёра Снайдер сказал, что решение было «довольно простым», но оно стоило «несколько миллионов [долларов]». К марту 2021 года Снайдер подтвердил, что работа над фильмом завершена.

### Визуальные эффекты
Супервайзером по визуальным эффектам фильма был Маркус Таормина. Желая снять аэрофотосъёмку Лас-Вегас-Стрипа, Таормине и его команде различные владельцы казино рассказали, что им не разрешается входить в их казино, а также они не могли получить доступ к их крышам. В результате Таормина и около десятка VFX фотографов провели 12 дней, используя ножничные подъемники, дроны и камеру Phase One, прикреплённую к вертолёту, для захвата кадров и создания 3D-модели местности с использованием сканирования Лидар, которая была реализована во время съёмок и постпроизводства. Чтобы создать Валентина, зомби-тигра, которого можно увидеть в фильме, команда встретилась с активисткой по защите прав больших кошек Кэрол Баскин (за месяцы до выхода фильма Netflix «Король тигров: Убийство, хаос и безумие») и посетила Big Cat Rescue в Тампе, штат Флорида, чтобы смоделировать свои проекты вокруг одного из белых тигров по имени Сапфир, присутствующего в святилище.

### Музыка
Голландский композитор Том Холкенборг подтвердил на Reddit AMA в мае 2020 года, что он будет писать музыку к фильму. Саундтрек-альбом был выпущен 21 мая 2021 года лейблом Milan Records. Он включает в себя музыку Холкенборга и песню Элвиса Пресли «Viva Las Vegas» (в исполнении Ричарда Чиза и Эллисон Кроу). В интервью Холкенборг вспомнил, что Снайдер сказал ему сделать музыку «современной, сделать её неземной, сделать её настолько эмоциональной, насколько это можно, с помощью мягких, тёмных, подчеркивающих призрачных элементов». Для этого он создал «полностью электронную музыку […] наполненную адреналиновой музыкой», которая позже, по словам Снайдера, ему понравилась.

## Маркетинг
Маркетинговая кампания стартовала 6 января 2021 года, когда вышли «эксклюзивные» кадры из фильма, который Снайдер описал как «полномасштабный, бескомпромиссный фильм об ограблении с зомби». В феврале были выпущены рекламный постер и изображения актёрского ансамбля. Так как фильм получил рейтинг «R» от американской ассоциации кинокомпаний, киноблог /Film выразил свою реакцию на рекламный контент, написав, что они "очень заинтересованы увидеть, как [Снайдер] возвращается в мир зомби.
25 февраля 2021 года Netflix представила свой первый тизер-трейлер фильма. Патрик Хайпс из Deadline Hollywood назвал картину «эпической по масштабу» и сравнил актёрский состав фильма с их коллегами из Одиннадцати друзей Оушена (2001). В то же время Collider посчитал тизер кратким и немного расплывчатым, но также отметил, что фильм "похоже, что надерет невообразимое количество задниц. В последние годы Снайдер стал громоотводом для горячих дублей, и независимо от того, считаете ли вы это заслуженным, приятно помнить, что он преуспевает в большой, громкой, славной ерунде. «Армия мертвецов» выглядит как вершина большой, громкой, славной чепухи, и я не мог бы найти более сильного комплимента.
В апреле того же года было выпущено ещё 15 плакатов, которые были отмечены использованием «яркой, неоновой» цветовой схемы и тизером фильма, «полного действия и цвета». 13 апреля вышел официальный трёхминутный трейлер, в котором была использована спетая Кенни Роджерсом песня «The Gambler». Пока Deadline Hollywood назвал выбор песни «жутким», Collider в ходе комментирования трейлера неоднократно произносил фразу «Hell yeah» (рус. «Да, чёрт возьми»). Бен Пирсон из /Film заявил, что трейлер показал, что Снайдер «полностью раскрылся здесь, свободный рассказать абсолютно безумную историю ограбления», сравнил фильм с картиной Любой ценой (2016), и посчитал увиденное «похожим на полный взрыв».
Вскоре после этого трейлер стал вирусным, и Нотаро, чья курящая сигару Марианна Питерс получила положительную оценку социальных сетей, была приглашена на вечернее шоу The Tonight Show Starring Jimmy Fallon. 13 мая 2021 года первые 15 минут фильма были опубликованы в сети, что стало последним крупным маркетинговым ходом «Армии мертвецов» перед выпуском. Чтобы получить доступ к кадрам, зрителям со всего мира было предложено посмотреть прямую трансляцию на YouTube, в которой строители копают, находят и взрывают зарытое в пустыне хранилище. После того, как трансляция закончилась, первые 15 минут стали доступны ровно на 32 часа — именно столько времени дано участникам ограбления в фильме для вскрытия хранилища.
Поскольку Дэйв Батиста был бывшим профессиональным рестлером WWE, последние представили Netflix маркетинговую привязку во время показываемого 16 мая 2021 года в формате pay-per-view и через WWE Network события WrestleMania Backlash. Батиста озвучивал виньетку для открытия шоу, в котором случилась врезка. Борцы Дамиан Прист и Миз встретились друг с другом в матче лесорубов, в котором другие борцы («лесорубы») окружают ринг и удерживают внутри него дерущихся; на этом матче в роли лесорубов выступали зомби. Светодиодные экраны, окружающие арену, также показывали постапокалиптический город. В то время как WWE получила 1 млн долл. за врезку, матч, особенно финал, в котором Миз, казалось, был заживо съеден зомби, был раскритикован фанатами и критиками, а газета «New York Post» назвала событие «одним из самых когда-либо грустных моментов WWE».

## Премьера
Премьера состоялась 14 мая 2021 года в течение одной недели в 600 местах, включая 330 кинотеатров Cinemark, что делает его первым фильмом Netflix, получившим широкий прокат в крупной сети кинотеатров, и одним из нескольких, которые показаны в Cinemark после фильмов «Полночное небо», «Ма Рейни: Мать блюза», и «Рождественские хроники 2». 21 мая фильм был выпущен на Netflix. Тогда вышел документальный фильм Creating an Army of the Dead. 1 июня была выпущена Army of the Dead: The Making of the Film, 192-страничная книга, написанная Питером Аперло, в которой представлены закулисные фотографии съёмок, дизайна костюмов и раскадровки, а также интервью.

## Приём

### Кассовые сборы
По первоначальным оценкам, фильм заработает около 265 тысяч долларов в первый день, 323 тысяч долларов в субботу и 192 тысяч долларов в воскресенье, а за первый уик-энд в 430—600 кинотеатрах он заработает 780 тысяч долларов. Эта цифра была ниже отраслевых прогнозов, которые оценивали дебют в 1,5-2 миллиона долларов на основе предварительных продаж, но у фильма Netflix было лучший выход для Netflix по сравнению с 200 тысячами долларов, заработанными фильмом «Рома» в 2018 году. За первые 10 дней проката фильм заработал более 1 миллиона долларов в прокате.

### Число зрителей
За первые 28 дней на Netflix «Армию мертвецов» посмотрели 75 миллионов домохозяйств, что составило 186,54 миллиона часов просмотра. На момент выхода фильм вместе с Проектом «Сила» занимал по популярности восьмое место среди оригинальных фильмов Netflix. Согласно Nielsen, за неделю с 17 по 23 мая, её просмотрели 913 миллионов минут, а 60 % аудитории составляли мужчины. На следующей неделе его посмотрели 784 миллиона минут, что сделало его самым популярным фильмом на Netflix и вторым среди всех стриминговых платформ. На третью и четвёртую неделю он опустился на 6 и 10 позицию с просмотренными 250 и 117 млн минутами.
После выхода «Армии воров» фильм занял седьмую позицию в рейтинге Netlflix за неделю с 25 по 31 октября 2021 г. с просмотром 5,78 миллиона часов на основе обновленной методологии измерения фильма по общему количеству часов. был просмотрен. На следующей неделе он поднялся на четвертую позицию с просмотром 16,91 миллиона часов, а за неделю с 8 по 14 ноября опустился на седьмую позицию с просмотром 7,62 миллиона часов. В июле 2024 года Снайдер сообщил, что фильм набрал 150 миллионов просмотров.
После релиза некоторые зрители раскритиковали фильм после того, как нашли несколько битых пикселей на своих экранах.

### Отзывы критиков
По данным агрегатора Rotten Tomatoes, 
67 % из 291 обзоров были положительными, со средней оценкой 6,1 из 10. Консенсус сайта гласит: «Как амбициозный, чрезмерный мэшап ограбления и зомби, „Армия мертвецов“ возвращает Зака Снайдера к своим жанровым корням с достаточно кровавым всплеском». На Metacritic фильм имеет рейтинг 57 из 100 на основе 42 отзывах, указывая на «смешанные или средние» отзывы. PostTrak сообщил, что 83% зрителей дали фильму положительный баллъ
Collider сообщил, что критики похвалили фильм за его юмор, но раскритиковали его продолжительность, которая была 148 минут, и обнаружил, что он понравится поклонникам «как Снайдера, так и ансамблевых боевиков». Брайан Таллерико из RogerEbert.com сказал, что фильм был лучше, чем «Рассвет мертвецов» Снайдера, но хуже, чем любой фильм о зомби Джорджа Ромеро, создателя оригинального фильма «Рассвет мертвых» (1978). Отмечая, что фильм был «довольно преднамеренным» и «худым», несмотря на его продолжительность, и критикуя его персонажей, Таллерико сказал, что фильм был умным и дал положительные замечания экшн-сценам, написав, что это были «такие весёлые, умные ритмы, которые поддерживают «Армию мертвецов» живыми». Оуэн Глейберман из Variety дал аналогичный ответ, похвалив его за то, что он может одновременно заниматься несколькими жанрами, а также заявил, что ему не хватает содержания, например, «хорошая закусочная, подаваемая с дополнительным кетчупом».
Жаннет Катсулис из The New York Times похвалила пролог фильма и сочла фильм «странно завораживающим комком поп-кинопроизводства», но раскритиковала большинство персонажей как незапоминающихся и утомительных, за исключением Швайгхёфера и Нотаро. Ричард Лоусон из Vanity Fair, с другой стороны, похвалил выступление Батисты и персонажей фильма и назвал фильм возвращением формы для Снайдера. Ричард Роупер из Chicago Sun-Times дал фильму 3 звезды из 4, отметив его избыток «ужасного кровопролития», но написал, что это была «чрезвычайно хорошо выполненная запись в жанре [зомби] с некоторым злобно острым юмором и обязательными искренними моментами семейного примирения, посыпанными между взрывающимися головами и капающими входами». Стефани Захарек из Time подытожила фильм, написав, что он был «слишком рассеянным, возможно, слишком производным и определённо слишком длинным. Но это определённо фильм, а также вполне приемлемое развлечение, которое отключает ваш мозг».

## Франшиза
В сентябре 2020 года Netflix для расширения франшизы дала зелёный свет двум приквелам Армии мертвецов: фильму-приквелу спин-оффу и сериал-приквелу в стиле аниме, чтобы расширить франшизу. Позже был подтверждён выход прямого сиквела Армии мертвецов.

### Приквел

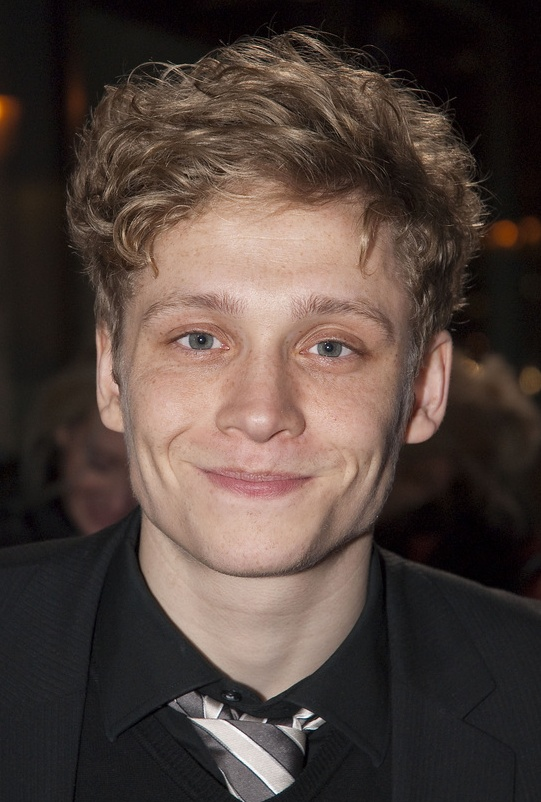
Режиссёр «Армии воров» Маттиас Швайгхёфер

По сценарию соавтора Армии мертвецов Шея Хэттен Швайгхёфер снял, спродюсировал и снялся в главной роли в фильме Армия воров, действие которого разворачивается до событий Армии мертвецов и посвящёно Людвигу Дитеру. Сам Швайгхёфер ничего не знал о проекте вплоть до окончания съёмок Армии мертвецов. В фильме также снялись Натали Эммануэль, Гуз Хан, Руби О. Фи, Стюарт Мартин, Жонатан Коэн, Петер Симонишек и Джон Бубняк. Производство фильма завершилось в декабре 2020 года, он был выпущен Netflix 29 октября 2021 года.

### Отменённые проекты
Сериал в стиле аниме Армия мертвецов: Потерянный Лас-Вегас является приквелом и рассказывает о судьбах нескольких персонажей Армии мертвецов в начале вспышки эпидемии зомби. Отвечая на вопрос о сериале, Ана де ла Регера пояснила: «вы узнаете, какова предыстория Крус, как она познакомилась с персонажем Дэйва Батисты Скоттом Уордом, что мы делали раньше. Мы немного показываем это в фильме, что мы работали вместе. Мы были ветеранами войны и все такое. Но вы увидите больше того, что происходило раньше, как мы сражались с зомби раньше. Я не могу многого рассказать, но это очень весело». Наряду с Регерой и Батистой в сериале также есть Элла Пернелл, Тиг Нотаро и Омари Хардвик, которые повторяют свои роли из фильма. Снайдер также сказал, что в мультсериале будет исследована «неоднозначность» происхождения зомби, включая показанных в фильме «роботов зомби». В марте 2023 года Снайдер упомянул, что производство сериала было приостановлено по «техническим причинам». В ноябре 2023 года в интервью журналу Total Film Снайдер заявил, что проект был в основном полным со «всеми сценариями и анимацией, записаны все голоса» и что «вы можете смотреть его, даже в его безумной аниматической форме — вы можете смотреть весь забег», хотя он был назван сериалом «мы никогда этого не делали».
В интервью от мая 2021 года Снайдер упомянул о возможности продолжения и сказал: «Я стучу по дереву прямо здесь, но если бы была возможность для продолжения, Шей [Хаттен] и я точно знаем, что произойдет с этим. . Теперь, конечно, если бы мы сделали продолжение к этому, это продолжило бы историю зомби. Она пошла бы ещё дальше». Продюсер Дебора Снайдер намекнула, что действие сиквела может происходить в Нью-Мексико, что было «преднамеренным» выбором, добавив: «еще есть что рассказать, и я знаю, что у Зака и Шэя есть много идей, которые как бы конкретизированы. Если бы был аппетит к другому фильму, я думаю, мы готовы к работе». В июле 2021 года было подтверждена разработка сиквела и работа Хэттен и Снайдера над сценарием, Снайдер продолжит работу над проектом после окончания работы над своим следующим фильмом Мятежная луна. В октябре 2021 года было объявлено, что сиквел будет называться «Планета мертвецов». В этом же месяце режиссёр дразнил возвращением Дитера и персонажа Армии воров Гвендолин Старр.
В интервью Total Film в ноябре 2023 года Снайдер заявил, что франшизы «Мятежная луна» и «Армия мертвецов» «определённо являются общей вселенной», в которых подробно говорится, что персонажи из застопорившего анимационного сериала «Армия мертвецов: «Затерянный Вегас» «проходят через портал в другое измерение, и есть персонажи в этом другом измерении», говоря, что «один из инопланетян (в «Мятежной луне») является одним из персонажей из анимационного («Армии мертвых: Затерянный Вегас»)».
В августе 2024 года Снайдер объявил, что все будущие проекты франшизы были отменены.